# 우리바이오
우리바이오(Wooree Bio Co., Ltd.)는 우리엔터프라이즈 그룹 계열의 대한민국의 건강 기능 식품 기업이다. 본사는 경기도 안산시 단원구 성곡로 79에 위치해 있으며 대표이사는 박길수이다.

## 종속 기업
- 뉴옵틱스(주)
- 우리이앤엘(주)

## 상장
2005년 7월 코스닥에 상장하였다.

## 같이 보기
- 우리엔터프라이즈

## 참고문헌
1. ↑  AI매매신호특징주 - 우리바이오 매수, 화천기계 매도, 한국경제, 2024년 3월 19일
2. ↑  우리바이오, 식약처 대마 성분 의약품 ‘Kanbis’ 도입 검토...국내 수도권 유일 천연 대마 원료 개발 부각, 이투데이, 2023년 11월 6일